# Pitcairnia maidifolia
Pitcairnia maidifolia là một loài thực vật có hoa trong họ Bromeliaceae. Loài này được (C.Morren) Decne. ex Planch. miêu tả khoa học đầu tiên năm 1854.

## Hình ảnh

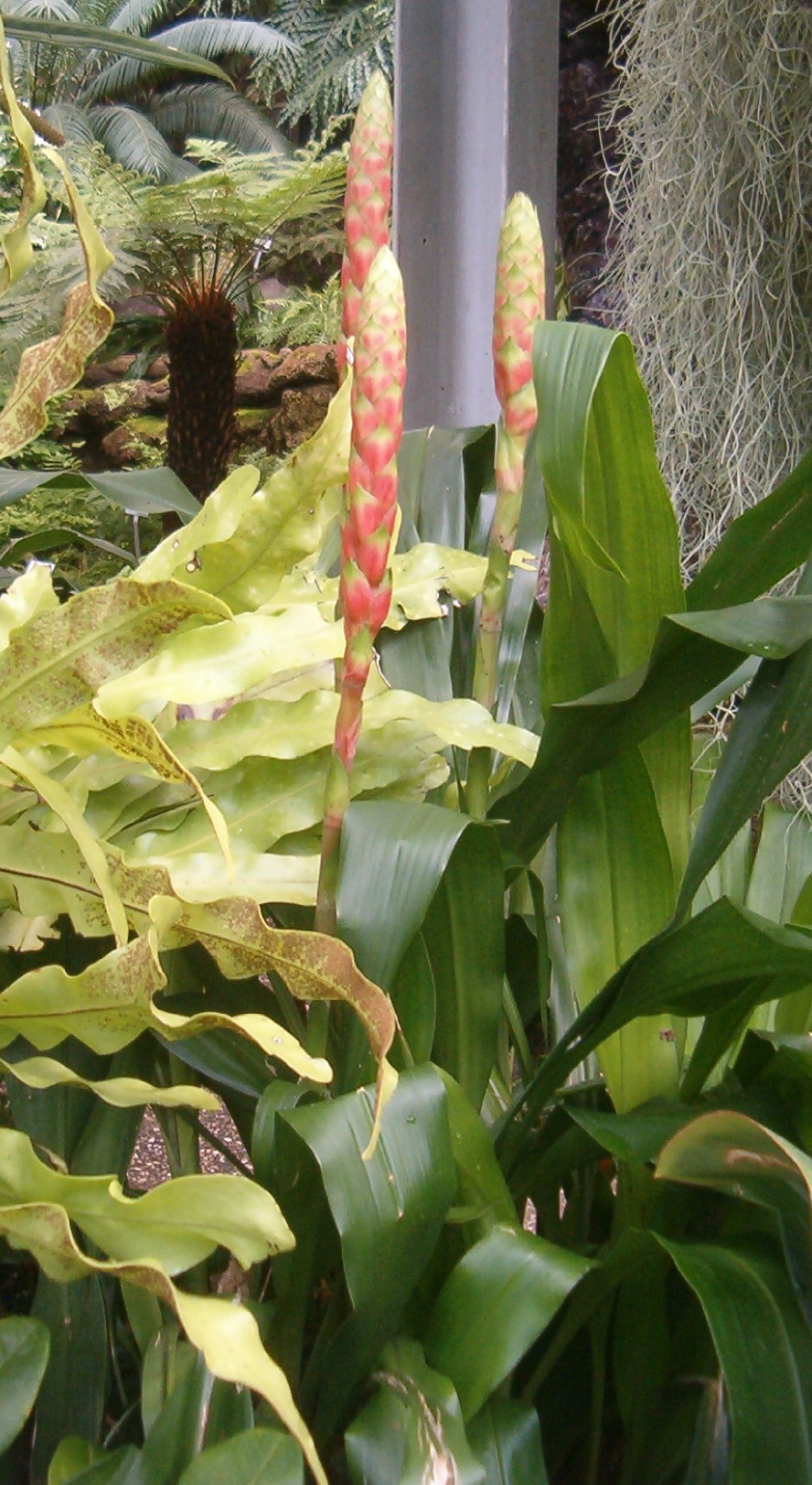
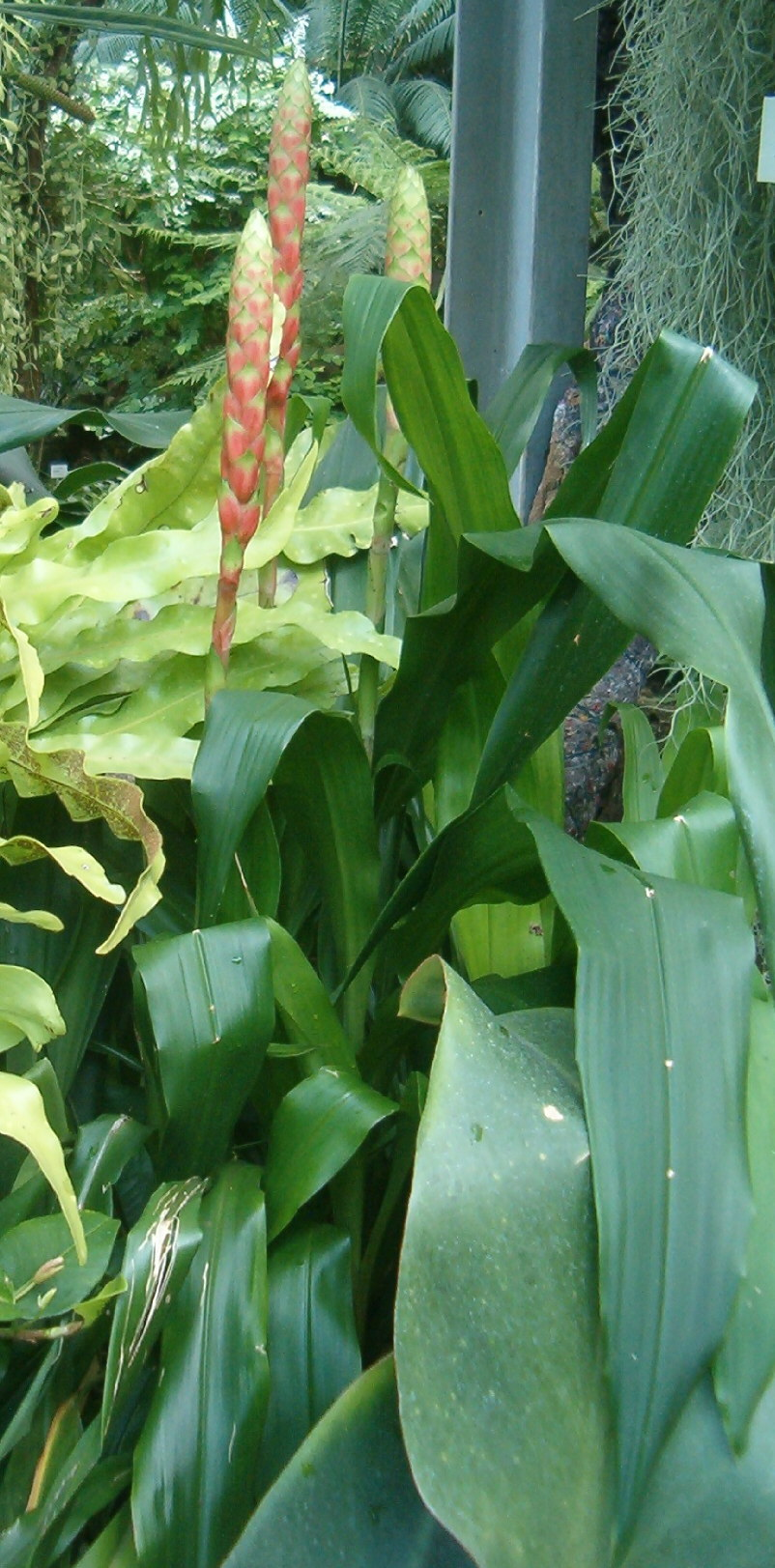
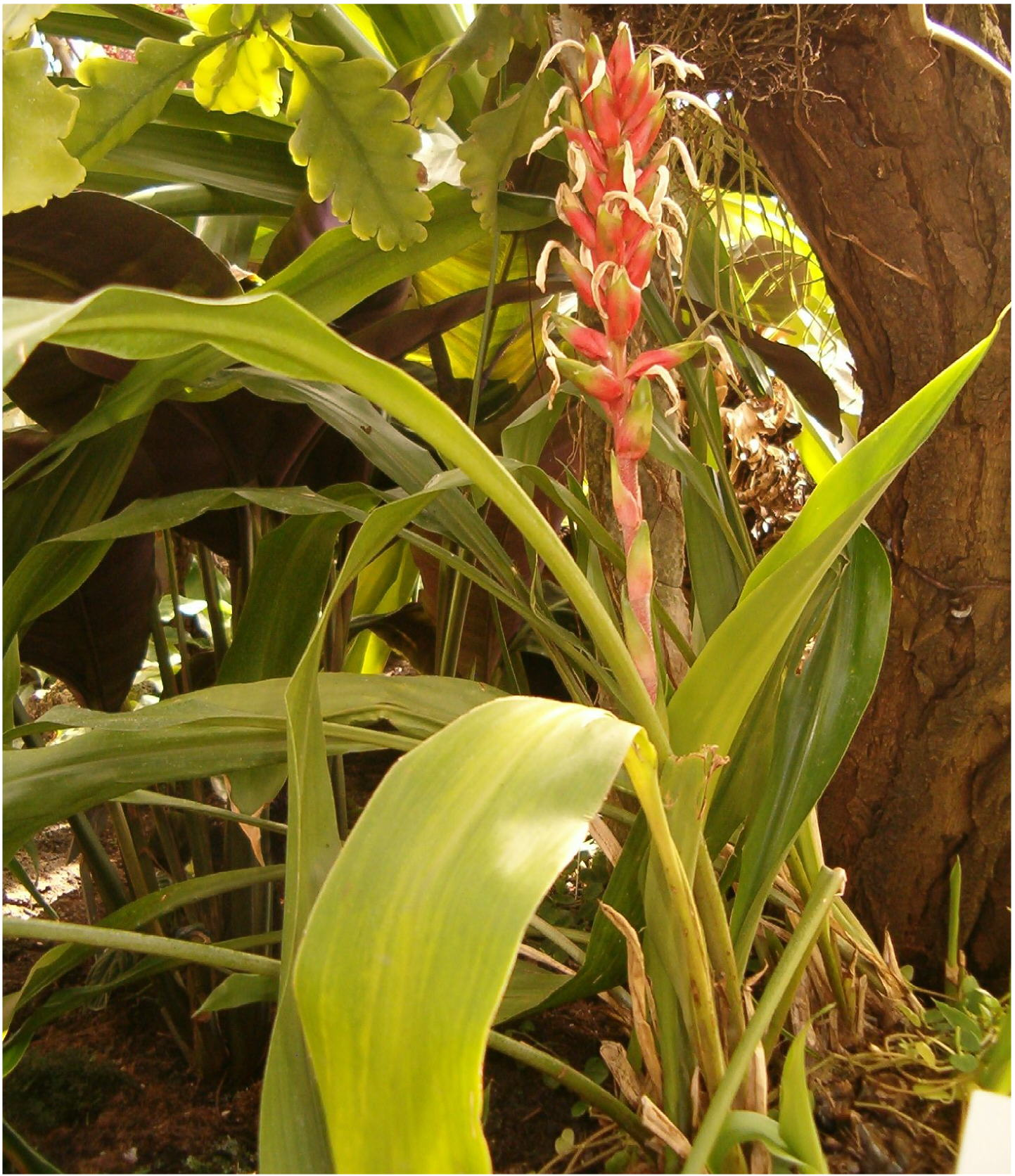
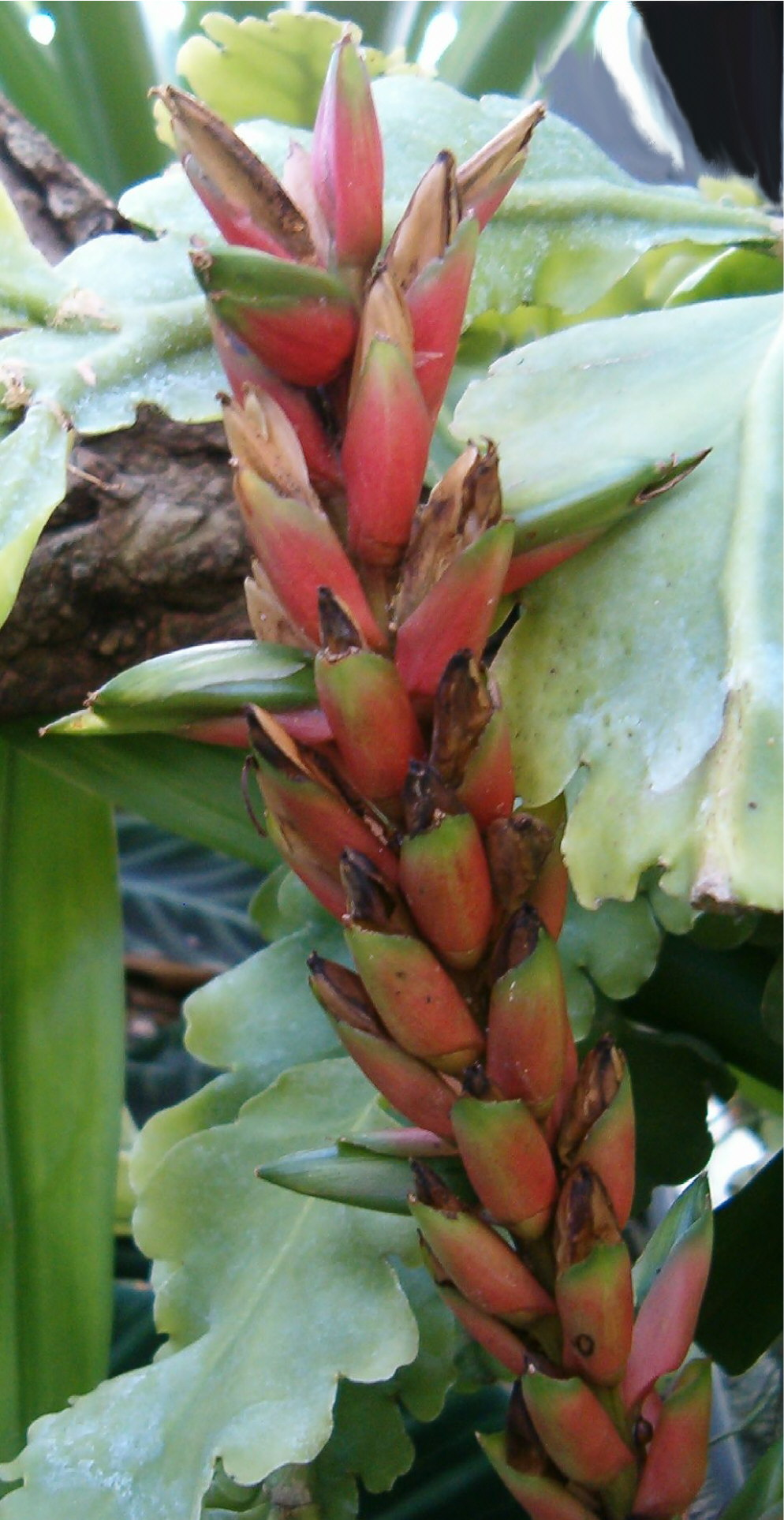